# Preachers of the Night
Preachers of the Night ist das fünfte Album der deutschen Power-Metal-Band Powerwolf. Es wurde am 19. Juli 2013 bei Napalm Records veröffentlicht; es ist das erste Album der Band bei dem Label und ihr erster Nummer-eins-Hit in den deutschen Charts.

## Entstehung
Im Vorfeld zur Veröffentlichung des Albums gab es einen Labelwechsel. der Vertrag mit Metal Blade, wo vorher vier Alben der Band erschienen waren, war mit Blood of the Saints (2011) ausgelaufen. Die Band schaute sich nach neuen Optionen um und unterschrieb schließlich beim österreichischen Independent-Label Napalm Records. Besetzungstechnisch gab es ebenfalls einen Wechsel, den zweiten in der Bandgeschichte. Für Tom Diener, der beim letzten Album Stéfane Funèbre (Stefan Gemballa) ersetzte, kam Roel van Helden, der bis heute fester Schlagzeuger der Band ist.
Das Album wurde, wie alle Vorgängeralben, mit Fredrik Nordström, der von den Musikern bereits wie ein sechstes Bandmitglied betrachtet wurde, im Studio Fredman in Hyssna südöstlich von Göteborg produziert. Die Aufnahmen fanden in den Kohlenkeller Studios in Seeheim statt. Der Gesang wurde im Noisegate Audio Studio in Knorscheid aufgenommen, der Bass im Studio Greywolf von Bassist Charles Greywolf (David Vogt). Wie bei den Vorgängeralben wurde die Orgel der Église Sainte-Barbe de Crusnes, Thionville, Frankreich verwendet. Der Chor wurde in der Deutschherrenkapelle in Saarbrücken aufgenommen. Wie bei den vorherigen Alben leitete Francesco Cottone, Musikprofessor an der Hochschule für Musik Saar und Gesangslehrer von Attila Dorn (Karsten Brill), den Chor.

## Veröffentlichung
Das Album erschien am 19. Juli 2013 als CD, Doppel-LP in diversen Pressungen und als Download. Zusätzlich wurde eine limitierte Doppel-CD veröffentlicht, die vier Songs des Albums in Chor- und Orchesterversionen beinhaltete sowie einen Aufnäher. Eine Holzbox enthielt außerdem die Doppel-LP in Blutrot, die limitierte CD-Version als Mediabook, ein Feuerzeug, eine Posterflagge, eine Halskette mit Bandlogi, zwei schwarze Kerzen mit Halter und eine Autogrammkarte. Diese Version ist auf 500 Stück limitiert und war exklusiv über den Mailorder von Napalm Records erhältlich.

## Titelliste
Album
1. Amen & Attack – 3:54
2. Secrets of the Sacristy – 4:07
3. Coleus Sanctus – 3:45
4. Sacred & Wild – 3:40
5. Kreuzfeuer – 3:47
6. Cardinal Sin – 3:47
7. In the Name of God (Deus Vult) – 3:15
8. Nochnoi Dozor – 3:45
9. Lust for Blood – 3:54
10. Extatum et Oratum – 3:56
11. Last of the Living Dead – 7:42

Bonus DiscThe Sacrilege Synphony II (Nightshift for Choir and Orchestra)
Die CD entstand unter Zuhilfenahme des russischen Komponisten Dominic Joutsen, den sie auf ihrer letzten Tour kennen lernten. Die vier Songs, von Joutsen ausgewählt, stellen orchestrale Bearbeitungen der Albumtitel dar. Sie entstanden ohne Gesang, aber mit den Chorpassagen.
1. Amen & Attack – 4:53
2. Coleus Sanctus – 5:06
3. Kreuzfeuer – 6:02
4. Cardinal Sin – 5:21

## Gastmusiker
- Leitung des Chors: Francesco Cottone
- Chor: Staub Patrick (Tenor), Jörg Zimmer (Tenor), Frank Beck (Tenor), Phillip Allar (Tenor), Andreas Schröder (Tenor), Hans-Peter Kirsch (Bass), Kagerer (Bass), Peter (Bass), Edgar Weiß (Bass), Helen Vogt (Alto & Soprano), Annick Tabari (Alto & Soprano), Anne Diemer (Alto & Soprano), Christine Kruchterl (Alto & Soprano), Simone Theobald (Alto & Soprano)m Silvana Bergwanger (Alto & Soprano), Andrea Witting (Alto & Soprano), Allmut Hedwig (Solo Soprano).

## Albumcover
Das Albumcover wurde vom Song Amen and Attack inspiriert und zeigt einen Wolfsprediger mit brennendem Kreuz. Es wurde von Matthew Greywolf (Benjamin Buss) selbst erstellt.

## Musikstil
Im Großen und Ganzen ist der Stil auf Preachers of the Night vergleichbar mit den vorherigen Alben. Immer noch handelt es sich um Power Metal mit zumeist epischen Elementen. Allerdings gibt es dennoch mehrere Neuerungen: Das Album ist deutlich schneller als seine Vorgängeralben. Eine weitere Neuerung ist der deutschsprachige Text des Songs Kreuzfeuer. Diesen Kunstgriff übernahmen Powerwolf erst wieder beim Album The Sacrament of Sin (2018), das den deutschsprachigen Song Stossgebet enthielt. Bei In the Name of God wurden erstmals auch tiefer gestimmte Gitarren verwendet. Im Vordergrund steht diesmal die Thematik der Kreuzzüge. Wie bei den vorhergehenden Alben sind die Texte voller Wortspiele und Ironie und vor allem blasphemisch und religionskritisch. So lässt sich das Stück Coleus Sanctus (siehe Küchenlatein) mit „Heiliger Hodensack“ übersetzen, laut Matthew Greywolf (Benjamin Buss) „eine ironische Hommage an das Heiligtum eines jeden Mannes.“ In the Name of God behandelt die Synode von Clermont. Nochnoi Dozor bezieht sich auf den gleichnamigen Roman aus der Wächter-Romanreihe von Sergei Lukjanenko. Der Song ist als Hommage an die russischen Fans gedacht, da Powerwolf bei der letzten Tour in St. Petersburg und Moskau spielten.

## Rezeption

### Kritiken
Metal.de urteilte: „Powerwolf gehen wieder einmal verdammt detailverliebt zu Werke, das neue Album strotzt vor majestätischer Opulenz und Pomp, epischer Erhabenheit, Mitsing-Refrains und einer gesunden Portion Selbstironie. Wirkungsvoll, durchschlagend, mitreißend.“ Der Metal Hammer schrieb: „Ganz ehrlich: Wer eine so gute, verlässliche und ureigene Schublade besetzt, muss sich nicht vorwerfen lassen, in dieser zu verharren.“ Das Magazin hob hervor, dass sich die neuen Songs live unter anderem wegen ihrer „ungezügelten Geschwindigkeit als äußerst wirkungsvoll“ erweisen würden.
Jens Peters vom Rock Hard besprach das Album zwar auch wohlwollend, wies aber auch auf den hohen Kitschfaktor hin:

„Getreu den Vorgängeralben ist das Songmaterial der Saarländer auch dieses Mal unglaublich eingängig und geht schon beim einmaligen Hören ins Ohr. In Sachen Gesang hat Frontmann Attila noch mal einen Zahn zugelegt und gibt sich variabel wie nie zuvor. Klar, wer bei Sabaton und Konsorten Karies bekommt, wird niemals Gefallen an POWERWOLF finden, und einen Preis für besondere Tiefgründigkeit werden Attila und seine Truppe wohl auch nie verliehen bekommen. Als musikalische Untermalung für eine bierselige Party taugt die Truppe aber – vor allen Dingen live – allemal.“

### Chartplatzierungen
Preachers of the Night wurde das erste Nummer-eins-Album der Band in den deutschen Musikcharts. Dies gelang ihnen erstmals wieder 2018 mit dem Album The Sacrament of Sin, während Blessed & Possessed, der Nachfolger des Albums, Platz 2 erreichte. Das Album konnte sich auch in einigen anderen Ländern platzieren, so in Österreich auf Platz 24 und in der Schweiz auf Platz 23. In Schweden kam es auf Platz 50 und in Finnland auf Platz 49.
| ChartsChartplatzierungen | Höchstplatzierung | Wochen |
| ------------------------ | ----------------- | ------ |
| Deutschland (GfK)        | 1 (6 Wo.)         | 6      |
| Österreich (Ö3)          | 24 (2 Wo.)        | 2      |
| Schweiz (IFPI)           | 23 (3 Wo.)        | 3      |

## Singles
Amen & Attack wurde am 19. Juli 2013 als erste und einzige Single des Albums ausgekoppelt. Die Single erschien als 7’’ in einer Auflage von 550 Stück in verschiedenfarbigem Vinyl exklusiv im Mailorder von Napalm Records.
1. Amen & Attack
2. Living on a Nightmare